# Natación en los Juegos Olímpicos de Londres 2012 – 100 metros estilo espalda masculino
El evento de 100 metros estilo espalda masculino de natación olímpica en los Juegos Olímpicos de Londres 2012 tomó lugar el 29 y 30 de julio en el  Centro Acuático de Londres.

## Récords
Antes de esta competición, los récords mundial y olímpico eran:
| Récord del Mundo | Aaron Peirsol (USA) | 51.94 | Indianápolis, Estados Unidos | 8 de julio de 2009   |
| Récord Olímpico  | Aaron Peirsol (USA) | 52.54 | Pekín, China                 | 12 de agosto de 2008 |

Durante esta competición se estableció un nuevo récord olímpico.
| Fecha       | Ronda | Nombre       | Nacionalidad         | Tiempo | Notas |
| ----------- | ----- | ------------ | -------------------- | ------ | ----- |
| 30 de julio | Final | Matt Grevers | Estados Unidos (USA) | 52.16  | RO    |

## Resultados

### Series

#### Serie 1
| Rank | Línea | Nombre           | Nacionalidad    | Tiempo | Notas |
| ---- | ----- | ---------------- | --------------- | ------ | ----- |
| 1    | 4     | Bradley Ally     | Barbados (BAR)  | 56.27  |       |
| 2    | 5     | Heshan Unamboowe | Sri Lanka (SRI) | 57.94  |       |
| 3    | 3     | Zane Jordan      | Zambia (ZAM)    | 58.77  |       |

#### Serie 2
| Rank | Línea | Nombre            | Nacionalidad            | Tiempo | Notas |
| ---- | ----- | ----------------- | ----------------------- | ------ | ----- |
| 1    | 8     | George Bovell     | Trinidad y Tobago (TRI) | 55.22  | RN    |
| 2    | 5     | Omar Pinzón       | Colombia (COL)          | 55.37  |       |
| 3    | 1     | Pedro Medel       | Cuba (CUB)              | 55.40  | RN    |
| 4    | 2     | Oleksandr Isakov  | Ucrania (UKR)           | 55.43  |       |
| 5    | 7     | Park Seon-Kwan    | Corea del Sur (KOR)     | 55.51  |       |
| 6    | 4     | Alexandr Tarabrin | Kazajistán (KAZ)        | 55.55  |       |
| 7    | 6     | I Gede Sudartawa  | Indonesia (INA)         | 55.99  |       |
| 8    | 3     | Federico Grabich  | Argentina (ARG)         | 56.56  |       |

#### Serie 3
| Rank | Línea | Nombre               | Nacionalidad                  | Tiempo | Notas |
| ---- | ----- | -------------------- | ----------------------------- | ------ | ----- |
| 1    | 1     | Pavel Sankovich      | Bielorrusia (BLR)             | 54.53  | RN    |
| 2    | 5     | Mirco di Tora        | Italia (ITA)                  | 54.70  |       |
| 3    | 7     | Chris Walker-Hebborn | Reino Unido (GBR)             | 54.78  |       |
| 4    | 4     | He Jianbin           | República Popular China (CHN) | 54.81  |       |
| 5    | 3     | Richárd Bohus        | Hungría (HUN)                 | 54.84  |       |
| 6    | 8     | Lavrans Solli        | Noruega (NOR)                 | 55.00  |       |
| 7    | 2     | Mathias Gydesen      | Dinamarca (DEN)               | 55.31  |       |
| 8    | 6     | Daniel Bell          | Nueva Zelanda (NZL)           | 55.53  |       |

#### Serie 4
| Rank | Línea | Nombre                   | Nacionalidad         | Tiempo | Notas |
| ---- | ----- | ------------------------ | -------------------- | ------ | ----- |
| 1    | 4     | Nick Thoman              | Estados Unidos (USA) | 53.48  | Q     |
| 2    | 5     | Helge Meeuw              | Alemania (GER)       | 53.83  | Q     |
| 3    | 2     | Vladímir Morózov*        | Rusia (RUS)          | 54.01  | Q, R  |
| 4    | 3     | Aschwin Wildeboer Faber  | España (ESP)         | 54.32  | Q     |
| 5    | 6     | Bastiaan Lijesen         | Países Bajos (NED)   | 54.88  |       |
| 6    | 1     | Yakov Toumarkin          | Israel (ISR)         | 54.91  |       |
| 7    | 7     | Juan Miguel Rando Galvez | España (ESP)         | 54.93  |       |
| 8    | 8     | Daniel Orzechowski       | Brasil (BRA)         | 55.16  |       |

- Vladimir Morozov se clasificó para semifinales pero decidió retirarse para competir en la final del relevo 4 x 100 metros combinados, que se disputó justo antes de la semifinal de los 100 metros espalda y por la que logró una medalla de plata.

#### Serie 5
| Rank | Línea | Nombre                  | Nacionalidad      | Tiempo | Notas |
| ---- | ----- | ----------------------- | ----------------- | ------ | ----- |
| 1    | 4     | Camille Lacourt         | Francia (FRA)     | 53.51  | Q     |
| 2    | 5     | Liam Tancock            | Reino Unido (GBR) | 53.86  | Q     |
| 3    | 2     | Arkady Vyatchanin       | Rusia (RUS)       | 54.01  | Q     |
| 4    | 3     | Jan-Philip Glania       | Alemania (GER)    | 54.07  | Q     |
| 5    | 8     | Charles Francis         | Canadá (CAN)      | 54.08  | Q     |
| 6    | 6     | Aristeidis Grigoriadis* | Grecia (GRE)      | 54.52  |       |
| 7    | 1     | Marcin Tarczyński       | Polonia (POL)     | 55.06  |       |
| 8    | 7     | Benjamin Stasiulis      | Francia (FRA)     | 55.36  |       |

- Aristeidis Grigoriadis no estaba clasificado para las semifinales en un principio pero logró la clasificación por la retirada de Vladimir Morozov.

#### Serie 6
| Rank | Línea | Nombre           | Nacionalidad                  | Tiempo | Notas |
| ---- | ----- | ---------------- | ----------------------------- | ------ | ----- |
| 1    | 4     | Matt Grevers     | Estados Unidos (USA)          | 52.92  | Q     |
| 2    | 2     | Cheng Feiyi      | República Popular China (CHN) | 53.22  | Q, RN |
| 3    | 5     | Ryosuke Irie     | Japón (JPN)                   | 53.56  | Q     |
| 4    | 7     | Nick Driebergen  | Países Bajos (NED)            | 53.62  | Q, RN |
| 5    | 6     | Hayden Stoeckel  | Australia (AUS)               | 53.88  | Q     |
| 6    | 3     | Gareth Kean      | Nueva Zelanda (NZL)           | 54.26  | Q     |
| 7    | 1     | Daniel Arnamnart | Australia (AUS)               | 54.28  | Q     |
| 8    | 8     | Charl Crous      | Sudáfrica (RSA)               | 55.37  |       |

#### Sumario
| Rank | Serie | Línea | Nombre                   | Nacionalidad                  | Tiempo | Notas |
| ---- | ----- | ----- | ------------------------ | ----------------------------- | ------ | ----- |
| 1    | 6     | 4     | Matt Grevers             | Estados Unidos (USA)          | 52.92  | Q     |
| 2    | 6     | 2     | Cheng Feiyi              | República Popular China (CHN) | 53.22  | Q, RN |
| 3    | 4     | 4     | Nick Thoman              | Estados Unidos (USA)          | 53.48  | Q     |
| 4    | 5     | 4     | Camille Lacourt          | Francia (FRA)                 | 53.51  | Q     |
| 5    | 6     | 5     | Ryosuke Irie             | Japón (JPN)                   | 53.56  | Q     |
| 6    | 6     | 7     | Nick Driebergen          | Países Bajos (NED)            | 53.62  | Q, RN |
| 7    | 4     | 5     | Helge Meeuw              | Alemania (GER)                | 53.83  | Q     |
| 8    | 5     | 5     | Liam Tancock             | Reino Unido (GBR)             | 53.86  | Q     |
| 9    | 6     | 6     | Hayden Stoeckel          | Australia (AUS)               | 53.88  | Q     |
| 10   | 4     | 2     | Vladímir Morózov         | Rusia (RUS)                   | 54.01  | Q, R  |
| =    | 5     | 2     | Arkady Vyatchanin        | Rusia (RUS)                   | 54.01  | Q     |
| 12   | 5     | 3     | Jan-Philip Glania        | Alemania (GER)                | 54.07  | Q     |
| 13   | 5     | 8     | Charles Francis          | Canadá (CAN)                  | 54.08  | Q     |
| 14   | 6     | 3     | Gareth Kean              | Nueva Zelanda (NZL)           | 54.26  | Q     |
| 15   | 6     | 1     | Daniel Arnamnart         | Australia (AUS)               | 54.28  | Q     |
| 16   | 4     | 3     | Aschwin Wildeboer Faber  | España (ESP)                  | 54.32  | Q     |
| 17   | 5     | 6     | Aristeidis Grigoriadis   | Grecia (GRE)                  | 54.52  |       |
| 18   | 3     | 1     | Pavel Sankovich          | Bielorrusia (BLR)             | 54.53  | RN    |
| 19   | 3     | 5     | Mirco di Tora            | Italia (ITA)                  | 54.70  |       |
| 20   | 3     | 7     | Chris Walker-Hebborn     | Reino Unido (GBR)             | 54.78  |       |
| 21   | 3     | 4     | He Jianbin               | República Popular China (CHN) | 54.81  |       |
| 22   | 3     | 3     | Richárd Bohus            | Hungría (HUN)                 | 54.84  |       |
| 23   | 4     | 6     | Bastiaan Lijesen         | Países Bajos (NED)            | 54.88  |       |
| 24   | 4     | 1     | Yakov Toumarkin          | Israel (ISR)                  | 54.91  |       |
| 25   | 4     | 7     | Juan Miguel Rando Galvez | España (ESP)                  | 54.93  |       |
| 26   | 3     | 8     | Lavrans Solli            | Noruega (NOR)                 | 55.00  |       |
| 27   | 5     | 1     | Marcin Tarczyński        | Polonia (POL)                 | 55.06  |       |
| 28   | 4     | 8     | Daniel Orzechowski       | Brasil (BRA)                  | 55.16  |       |
| 29   | 2     | 8     | George Bovell            | Trinidad y Tobago (TRI)       | 55.22  | RN    |
| 30   | 3     | 2     | Mathias Gydesen          | Dinamarca (DEN)               | 55.31  |       |
| 31   | 5     | 7     | Benjamin Stasiulis       | Francia (FRA)                 | 55.36  |       |
| 32   | 2     | 5     | Omar Pinzón              | Colombia (COL)                | 55.37  |       |
| 33   | 6     | 8     | Charl Crous              | Sudáfrica (RSA)               | 55.37  |       |
| 34   | 2     | 1     | Pedro Medel              | Cuba (CUB)                    | 55.40  | RN    |
| 35   | 2     | 2     | Oleksandr Isakov         | Ucrania (UKR)                 | 55.43  |       |
| 36   | 2     | 7     | Park Seon-Kwan           | Corea del Sur (KOR)           | 55.51  |       |
| 37   | 3     | 6     | Daniel Bell              | Nueva Zelanda (NZL)           | 55.53  |       |
| 38   | 2     | 4     | Alexandr Tarabrin        | Kazajistán (KAZ)              | 55.55  |       |
| 39   | 2     | 6     | I Gede Sudartawa         | Indonesia (INA)               | 55.99  |       |
| 40   | 1     | 4     | Bradley Ally             | Barbados (BAR)                | 56.27  |       |
| 41   | 2     | 3     | Federico Grabich         | Argentina (ARG)               | 56.56  |       |
| 42   | 1     | 5     | Heshan Unamboowe         | Sri Lanka (SRI)               | 57.94  |       |
| 43   | 1     | 3     | Zane Jordan              | Zambia (ZAM)                  | 58.77  |       |

### SemiFinal

#### Semifinal 1
| Rank | Línea | Nombre                 | Nacionalidad                  | Tiempo | Notas |
| ---- | ----- | ---------------------- | ----------------------------- | ------ | ----- |
| 1    | 5     | Camille Lacourt        | Francia (FRA)                 | 53.03  | Q     |
| 2    | 6     | Liam Tancock           | Reino Unido (GBR)             | 53.25  | Q     |
| 3    | 4     | Cheng Feiyi            | República Popular China (CHN) | 53.50  | Q     |
| 4    | 2     | Arkady Vyatchanin      | Rusia (RUS)                   | 53.79  |       |
| 5    | 3     | Nick Driebergen        | Países Bajos (NED)            | 53.81  |       |
| 6    | 8     | Aristeidis Grigoriadis | Grecia (GRE)                  | 54.20  |       |
| 7    | 7     | Charles Francis        | Canadá (CAN)                  | 54.42  |       |
| 8    | 1     | Daniel Arnamnart       | Australia (AUS)               | 54.48  |       |

#### Semifinal 2
| Rank | Línea | Nombre                  | Nacionalidad         | Tiempo | Notas |
| ---- | ----- | ----------------------- | -------------------- | ------ | ----- |
| 1    | 4     | Matt Grevers            | Estados Unidos (USA) | 52.66  | Q     |
| 2    | 3     | Ryosuke Irie            | Japón (JPN)          | 53.29  | Q     |
| 3    | 5     | Nick Thoman             | Estados Unidos (USA) | 53.47  | Q     |
| 4    | 6     | Helge Meeuw             | Alemania (GER)       | 53.52  | Q     |
| 5    | 2     | Hayden Stoeckel         | Australia (AUS)      | 53.72  | Q     |
| 6    | 7     | Jan-Philip Glania       | Alemania (GER)       | 53.90  |       |
| 7    | 8     | Aschwin Wildeboer Faber | España (ESP)         | 53.99  |       |
| 8    | 1     | Gareth Kean             | Nueva Zelanda (NZL)  | 54.00  |       |

#### Sumario
| Rank | Serie | Línea | Nombre                  | Nacionalidad                  | Tiempo | Notas |
| ---- | ----- | ----- | ----------------------- | ----------------------------- | ------ | ----- |
| 1    | 2     | 4     | Matt Grevers            | Estados Unidos (USA)          | 52.66  | Q     |
| 2    | 1     | 5     | Camille Lacourt         | Francia (FRA)                 | 53.03  | Q     |
| 3    | 1     | 6     | Liam Tancock            | Reino Unido (GBR)             | 53.25  | Q     |
| 4    | 2     | 3     | Ryosuke Irie            | Japón (JPN)                   | 53.29  | Q     |
| 5    | 2     | 5     | Nick Thoman             | Estados Unidos (USA)          | 53.47  | Q     |
| 6    | 1     | 4     | Cheng Feiyi             | República Popular China (CHN) | 53.50  | Q     |
| 7    | 2     | 6     | Helge Meeuw             | Alemania (GER)                | 53.52  | Q     |
| 8    | 2     | 2     | Hayden Stoeckel         | Australia (AUS)               | 53.72  | Q     |
| 9    | 1     | 2     | Arkady Vyatchanin       | Rusia (RUS)                   | 53.79  |       |
| 10   | 1     | 3     | Nick Driebergen         | Países Bajos (NED)            | 53.81  |       |
| 11   | 2     | 7     | Jan-Philip Glania       | Alemania (GER)                | 53.90  |       |
| 12   | 2     | 8     | Aschwin Wildeboer Faber | España (ESP)                  | 53.99  |       |
| 13   | 2     | 1     | Gareth Kean             | Nueva Zelanda (NZL)           | 54.00  |       |
| 14   | 1     | 8     | Aristeidis Grigoriadis  | Grecia (GRE)                  | 54.20  |       |
| 15   | 1     | 7     | Charles Francis         | Canadá (CAN)                  | 54.42  |       |
| 16   | 1     | 1     | Daniel Arnamnart        | Australia (AUS)               | 54.48  |       |

### Final
| Rank              | Línea | Nombre          | Nacionalidad                  | Tiempo | Notas |
| ----------------- | ----- | --------------- | ----------------------------- | ------ | ----- |
| Medalla de oro    | 4     | Matt Grevers    | Estados Unidos (USA)          | 52.16  | RO    |
| Medalla de plata  | 2     | Nick Thoman     | Estados Unidos (USA)          | 52.92  |       |
| Medalla de bronce | 6     | Ryosuke Irie    | Japón (JPN)                   | 52.97  |       |
| 4                 | 5     | Camille Lacourt | Francia (FRA)                 | 53.08  |       |
| 5                 | 3     | Liam Tancock    | Reino Unido (GBR)             | 53.35  |       |
| 6                 | 1     | Helge Meeuw     | Alemania (GER)                | 53.48  |       |
| 7                 | 7     | Cheng Feiyi     | República Popular China (CHN) | 53.55  |       |
| 8                 | 8     | Hayden Stoeckel | Australia (AUS)               | 53.77  |       |